# Deluc (cráter)

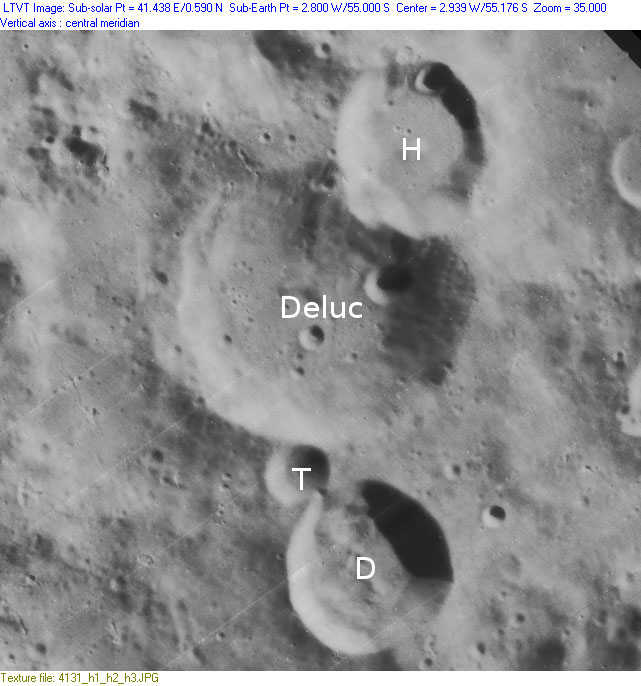
Fotografía de la misión Lunar Orbiter 4

Deluc es un cráter de impacto que se encuentra en la sierra sur de la Luna, al sur-sureste del cráter Maginus y del enorme cráter Clavius. Al este de Deluc aparece el algo mayor cráter Lilius. Pertenece al Período Pre-Ímbrico (hace entre 4,55 y 3,85 mil millones de años).
|  |

Se trata de una formación relativamente desgastada, con el cráter satélite Deluc H invadiendo su borde noreste. Una protuberancia triangular de material cubre el suelo del borde de este cráter intruso cerca del punto medio del interior. El pequeño cráter Deluc T está unido al borde exterior del sur de Deluc, y se conecta con el pequeño Deluc D en el sur.
El borde restante de Deluc no es demasiado circular, presentando una ligera curva hacia afuera en el noroeste. El interior está desgastado y suavizado debido a una historia de pequeños impactos, aunque su borde todavía está bien definido. Se localiza un pequeño cráter en la parte noreste del interior, pero la mayor parte del resto del suelo interior esta nivelado y está marcado únicamente por pequeños impactos.
El cráter debe su nombre a Jean-André Deluc, un geólogo y físico suizo del siglo XVIII.

## Cráteres satélite
Por convención estos elementos son identificados en los mapas lunares poniendo la letra en el lado del punto medio del cráter que está más cerca de Deluc.
|       | \| Deluc \| Coordenadas \| Diámetro \| \| ----- \| ---------------------------- \| -------- \| \| A \| 54°06′S 0°24′O / -54.1, -0.4 \| 56 km \| \| B \| 52°00′S 0°30′E / -52.0, 0.5 \| 38 km \| \| C \| 51°24′S 0°54′E / -51.4, 0.9 \| 28 km \| \| D \| 56°24′S 2°24′O / -56.4, -2.4 \| 27 km \| \| E \| 60°18′S 4°18′O / -60.3, -4.3 \| 12 km \| \| F \| 60°00′S 3°06′O / -60.0, -3.1 \| 38 km \| \| G \| 61°36′S 0°42′E / -61.6, 0.7 \| 27 km \| \| H \| 54°12′S 2°06′O / -54.2, -2.1 \| 26 km \| \| J \| 53°18′S 4°06′O / -53.3, -4.1 \| 33 km \| \| L \| 60°48′S 6°12′E / -60.8, 6.2 \| 8 km \| \| M \| 54°54′S 6°12′O / -54.9, -6.2 \| 19 km \| \| N \| 60°36′S 0°30′E / -60.6, 0.5 \| 10 km \| \| O \| 62°42′S 4°24′O / -62.7, -4.4 \| 7 km \| \| P \| 58°54′S 4°48′O / -58.9, -4.8 \| 7 km \| \| Q \| 59°00′S 3°30′O / -59.0, -3.5 \| 5 km \| \| R \| 55°24′S 0°36′E / -55.4, 0.6 \| 22 km \| \| S \| 61°54′S 0°12′E / -61.9, 0.2 \| 6 km \| \| T \| 55°48′S 3°06′O / -55.8, -3.1 \| 10 km \| \| U \| 59°00′S 2°54′O / -59.0, -2.9 \| 5 km \| \| V \| 61°48′S 1°42′E / -61.8, 1.7 \| 9 km \| \| W \| 61°36′S 1°48′O / -61.6, -1.8 \| 6 km \| |          |
| Deluc | Coordenadas | Diámetro |
| A     | 54°06′S 0°24′O / -54.1, -0.4 | 56 km    |
| B     | 52°00′S 0°30′E / -52.0, 0.5 | 38 km    |
| C     | 51°24′S 0°54′E / -51.4, 0.9 | 28 km    |
| D     | 56°24′S 2°24′O / -56.4, -2.4 | 27 km    |
| E     | 60°18′S 4°18′O / -60.3, -4.3 | 12 km    |
| F     | 60°00′S 3°06′O / -60.0, -3.1 | 38 km    |
| G     | 61°36′S 0°42′E / -61.6, 0.7 | 27 km    |
| H     | 54°12′S 2°06′O / -54.2, -2.1 | 26 km    |
| J     | 53°18′S 4°06′O / -53.3, -4.1 | 33 km    |
| L     | 60°48′S 6°12′E / -60.8, 6.2 | 8 km     |
| M     | 54°54′S 6°12′O / -54.9, -6.2 | 19 km    |
| N     | 60°36′S 0°30′E / -60.6, 0.5 | 10 km    |
| O     | 62°42′S 4°24′O / -62.7, -4.4 | 7 km     |
| P     | 58°54′S 4°48′O / -58.9, -4.8 | 7 km     |
| Q     | 59°00′S 3°30′O / -59.0, -3.5 | 5 km     |
| R     | 55°24′S 0°36′E / -55.4, 0.6 | 22 km    |
| S     | 61°54′S 0°12′E / -61.9, 0.2 | 6 km     |
| T     | 55°48′S 3°06′O / -55.8, -3.1 | 10 km    |
| U     | 59°00′S 2°54′O / -59.0, -2.9 | 5 km     |
| V     | 61°48′S 1°42′E / -61.8, 1.7 | 9 km     |
| W     | 61°36′S 1°48′O / -61.6, -1.8 | 6 km     |